# روجر ماتشادو
روجر ماتشادو هو لاعب كرة قاعدة كوبي، ولد في 31 مارس 1974 في مورون في الأرجنتين.

## وصلات خارجية
- روجر ماتشادو على موقع أوليمبيديا (الإنجليزية)